# Bonus de Gaète
Bonus de  Gaète  (vers 810 mort après 867) aurait été brièvement duc de Gaète  de 866 à 867.

## Famille et hypothèse
Bonus est le second fils du comte Anatolius, le frère cadet de Constantin de Gaète et l'oncle de Marinus Ier co-Hypatos de Gaète pour le compte de l'empire byzantin. En 866/867 Constantin et son fils et associé depuis 839 disparaissent brutalement de la documentation. Christian Settipani émet l'hypothèse qu'ils ont été déposés par leur successeur Docibilis l'époux de Matrona (vers 840 morte après 906) la fille de Bonus.  En 866 Constantin meurt (est tué ?) et Marinus Ier demeure brièvement comme seul Hypatos avec Bonus comme duc de Gaète. Dès l'année suivante Docibilis Ier d'abord Préfet devient à son tour seul Hypatos de Gaète :

## Sources
- (en) F.M.G. LORDS of GAETA, DUKES of GAETA 867-[1032 (FAMILY of DOCIBILIS) ]